# Престон (Коннектикут)
Престон (англ. Preston) — місто (англ. town) в США, в окрузі Нью-Лондон штату Коннектикут. Населення — 4788 осіб (2020).

## Демографія
Згідно з переписом 2010 року, у місті мешкало 4726 осіб у 1869 домогосподарствах у складі 1389 родин. Було 2019 помешкань
Расовий склад населення:
| - 91,9 % — білих - 2,1 % — азіатів - 1,4 % — чорних або афроамериканців - 1,3 % — корінних американців |

До двох чи більше рас належало 2,6 %. Частка іспаномовних становила 2,4 % від усіх жителів.
За віковим діапазоном населення розподілялося таким чином: 20,0 % — особи молодші 18 років, 62,8 % — особи у віці 18—64 років, 17,2 % — особи у віці 65 років та старші. Медіана віку мешканця становила 45,9 року. На 100 осіб жіночої статі у місті припадало 99,3 чоловіків;  на 100 жінок у віці від 18 років та старших — 98,3 чоловіків також старших 18 років.
Середній дохід на одне домашнє господарство  становив 88 520 доларів США (медіана — 74 083), а середній дохід на одну сім'ю — 100 811 долар (медіана — 90 104). Медіана доходів становила 70 417 доларів для чоловіків та 42 599 доларів для жінок. За межею бідності перебувало 6,5 % осіб, у тому числі 13,7 % дітей у віці до 18 років та 5,7 % осіб у віці 65 років та старших.
Цивільне працевлаштоване населення становило 2462 особи. Основні галузі зайнятості: мистецтво, розваги та відпочинок — 23,6 %, освіта, охорона здоров'я та соціальна допомога — 21,4 %, виробництво — 13,3 %, роздрібна торгівля — 10,6 %.